# Sinularia crustaformis
Sinularia crustaformis is een zachte koraalsoort uit de familie Alcyoniidae. De koraalsoort komt uit het geslacht Sinularia. Sinularia crustaformis werd in 1983 voor het eerst wetenschappelijk beschreven door Verseveldt & Benayahu. 